# Angelo D. Roncallo

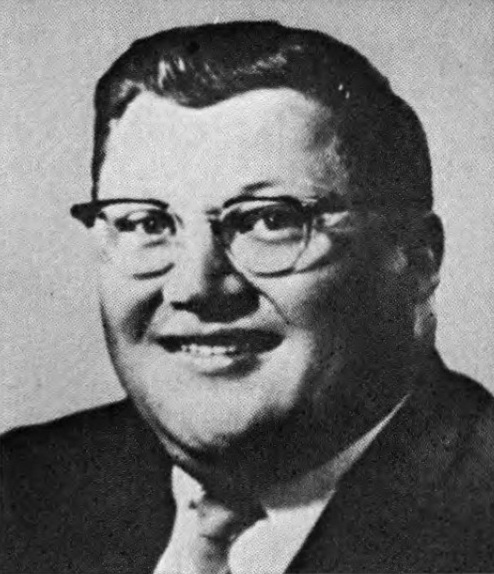
Angelo D. Roncallo

Angelo Dominick Roncallo (* 28. Mai 1927 in Port Chester, New York; † 4. Mai 2010 in Massapequa, New York) war ein US-amerikanischer Jurist und Politiker. Zwischen 1973 und 1975 vertrat er den Bundesstaat New York im US-Repräsentantenhaus.

## Werdegang
Angelo Dominick Roncallo besuchte öffentliche Schulen und 1943 die Peekskill Military Academy. Zwischen 1944 und 1945 diente er in der US Army. Dann ging er auf das Manhattan College, welches er 1950 mit einem Bachelor of Arts wieder verließ. Drei Jahre später graduierte er an der Georgetown University in Washington, D.C. mit einem Juris Doctor. Seine Zulassung als Anwalt erhielt er 1955 und begann dann in Massapequa zu praktizieren. Zwischen 1965 und 1967 war er Ratsherr (councilman) der Town von Oyster Bay. Dann war er zwischen 1968 und 1972 als Comptroller in Nassau County tätig. 1968 nahm er als Delegierter an der New York State Republican Convention teil und 1972 an der Republican National Convention. Politisch gehörte er der Republikanischen Partei an. Bei den Kongresswahlen des Jahres 1972 wurde er im dritten Wahlbezirk von New York in das US-Repräsentantenhaus in Washington D.C. gewählt, wo er am 4. Januar 1973 die Nachfolge von Lester L. Wolff antrat. Er erlitt bei seiner Wiederwahlkandidatur im Jahr 1974 eine Niederlage und schied nach dem 3. Januar 1975 aus dem Kongress aus. Zwischen 1977 und 1995 war er Richter am New York Supreme Court. Er verstarb am 4. Mai 2010 in Massapequa.